# Alexandre Ribeiro
Alexandre "Xande" Ribeiro (nascido em Manaus, 20 de janeiro de 1981) é um praticante de Jiu-jitsu brasileiro, lutador de artes marciais mistas e competidor de luta de submissão. Ele é bicampeão mundial absoluto (peso aberto) faixa-preta no Campeonato Mundial de Jiu-Jitsu, pentacampeão mundial faixa-preta na categoria peso-pesado e tricampeão mundial faixa-preta na divisão profissional.

## Biografia
Alexandre Ribeiro nasceu em Manaus, Amazonas, Brasil. Ele começou a treinar jiu-jitsu na Associação Monteiro de Jiu-Jitsu, sob a supervisão de Binho, Guto, Yano e Lucinho Monteiro. Em 2002, mudou-se para os Estados Unidos, onde viveu por cinco anos em Toledo, Ohio. Em 2007, estabeleceu-se em San Diego, Califórnia, onde fundou a University of Jiu-Jitsu e foi embaixador da marca Ribeiro Jiu-Jitsu.
Atualmente, Ribeiro reside em Austin, Texas, onde ensina na sua academia Six Blades Jiu-Jitsu Austin e coordena sua equipe e academias afiliadas sob a bandeira da Six Blades Jiu-Jitsu Team.
Após um longo período afastado das competições, Ribeiro decidiu retornar em 2020, participando de várias superlutas. Após competir no Campeonato Mundial da IBJJF em 2022, ele anunciou sua intenção de se aposentar permanentemente das competições da IBJJF. Após uma última competição no Campeonato Mundial da ADCC de 2022, Ribeiro anunciou sua aposentadoria completa das competições. Após mais de dois anos aposentado, Ribeiro anunciou seu retorno às competições no Campeonato Europeu de Jiu-Jitsu IBJJF de 2025.
Seu irmão, Saulo Ribeiro, também é campeão de jiu-jitsu e luta de submissão. Juntos, eles conquistaram múltiplos títulos no ADCC e detêm o maior número de títulos em Campeonatos Mundiais de Jiu-Jitsu Brasileiro. Em dezembro de 2023, foi anunciado que Ribeiro seria o primeiro integrante da classe de 2024 do Hall da Fama da ADCC.

## O Retorno
Ribeiro enfrentou Richie Martinez no Who’s Number One 27, em 18 de abril de 2025. Ele venceu a luta por finalização.

## Six Blades Jiu-Jitsu
Em 2020, Ribeiro anunciou sua saída da Ribeiro Jiu-Jitsu, que co-fundou com seu irmão, e criou sua própria academia e equipe em Austin, Texas, chamada “Six Blades Jiu-Jitsu”. Várias academias nos Estados Unidos e no Brasil se afiliaram à equipe. Em 2023, a Six Blades Jiu-Jitsu ficou em 8º lugar no ranking de atletas masculinos no Campeonato Mundial de Jiu-Jitsu  de 2023.

## Registro em artes marciais mistas
| Cartel no MMA |            |           |
| 2 lutas       | 2 vitórias | 0 derrota |
| Por nocaute   | 2          | 0         |

| Res.    | Cartel | Oponente                | Método                              | Evento                                 | Data                   | Round | Tempo | Local         | Notas |
| ------- | ------ | ----------------------- | ----------------------------------- | -------------------------------------- | ---------------------- | ----- | ----- | ------------- | ----- |
| Vitória | 2–0    | Keiichiro Yamamiya [en] | Nocaute (soco)                      | World Victory Road Presents: Sengoku 8 | 2 de maio de 2009      | 3     | 0:51  | Tóquio, Japão |       |
| Vitória | 1–0    | Takashi Sugiura [en]    | Nocaute técnico (joelhadas e socos) | World Victory Road Presents: Sengoku 5 | 28 de setembro de 2008 | 3     | 4:18  | Tóquio, Japão |       |